# 巴格托格拉克乡
巴格托格拉克乡，是中华人民共和国新疆维吾尔自治区阿克苏地区阿瓦提县下辖的一个乡镇级行政单位。

## 行政区划
巴格托格拉克乡下辖以下地区：
玉斯屯克巴格托格拉克村、托万克巴格托格拉克村、喀拉库杰克村和墩买里村。